# Warnau (Holsten)
Warnau er en by og kommune i det nordlige Tyskland, beliggende i Amt Preetz-Land i den sydvestlige del af Kreis Plön. Kreis Plön ligger i den østlige/centrale del af delstaten Slesvig-Holsten.

## Geografi
Warnau er beliggende ved Bundesstraße 404 mellem Kiel og Bad Segeberg. Byen ligger ca. 9 km øat for Bordesholm, omkring 17 km syd for Kiel. I kommunen ligger Hochfelder See som er en del af Naturschutzgebiet Lütjensee - Hochfelder See südöstlich Gut Bothkamp.
Fra 1911 til 1961 havde Warnau jernbanestation på Kleinbahn Kiel–Segeberg.